# Кентрозавр
Кентрозавр (лат. Kentrosaurus, з дав.-гр. κέντρον — «стрекало, жало, вістря» і σαῦρος — «ящір») — рід пізньоюрських травоїдних динозаврів, що жили на Землі 155,7—150,8 млн років тому. Включає один вид порівняно невеликих представників родини стегозавридів.

## Відкриття та вивчення

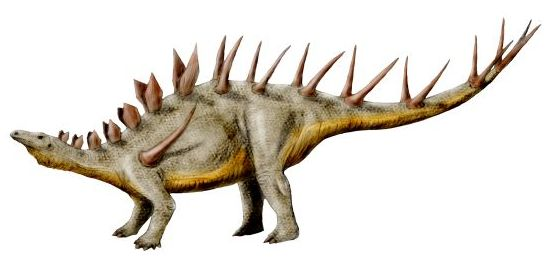
Реконструкція Kentrosaurus aethiopicus

Рештки кентрозавра були виявлені німецькими науковцями під час Східноафриканської експедиції (1909—1913) в Таньганьїку (сучасна Танзанія) в 1909 році. У 1910 р. керував експедицією палеонтолог і геолог Вернер Яненш, який припустив, що знайдено рештки невідомого представника стегозавридів, а в 1915 р. палеонтолог Едвін Хенніг, який брав участь в експедиції, описав цей новий вид.
Протягом чотирьох польових сезонів було зібрано близько 1200 кісток цього динозавра, але повного скелета виявити не вдалося. Попри це, знайдені фрагменти, де кістки та навіть захисні шкірні шипи перебували у природному зчленуванні, дозволили точно відновити зовнішній вигляд кентрозаврів і зібрати два скелети.
Один повний скелет був встановлений у 1925 році в берлінському Музеї природничої історії імені Гумбольдта. У 2006 році він був розібраний і змонтований у дещо зміненій позі, що більш відповідає сучасним уявленням про фізіологію цих тварин. Інший (неповний) скелет, знаходиться в геологічному музеї Тюбінгенського університету Еберхарда Карла. Із зібраних експедицією кісток кентрозавра більша частина загинула під час Другої світової війни.

## Будова

Порівняння розмірів людини і кентрозавра.

Кентрозаври пересувалися на чотирьох кінцівках, але, ймовірно, могли вставати на задні лапи, дотягуючись за їжею до високих гілок. Голова маленька, мозкова порожнина в черепі не більше 6 см. Виставлений в берлінському Музеї природної історії ім. Гумбольдта екземпляр завдовжки сягає 4,5 м, заввишки — 1,5 м, але окремі знайдені кістки, дозволяють припустити, що кентрозаври могли досягати й 5,5 м завдовжки. Хвіст, що складається з 40 хребців, займає трохи більш ніж половину довжини тіла.
Уздовж усього тіла від голови до кінчика хвоста тягнулися два ряди кісткових утворень, які служили захистом від хижаків та не використовувалися в якості терморегуляторів, як у стегозавра. На шиї та передній частини тулуба йшли плоскі та широкі пластини, аналогічні до пластин стегозавра, далі до кінця хвоста, все більш протяжні списоподібні шипи. Гнучкий хвіст, у поєднанні з розташованими на ньому шипами, ймовірно, представляв грізну зброю оборони. Хвіст кентрозавра міг гойдатися зі швидкістю до 50 км/год по дузі, яка досягала 180°. Безперервні рухи хвостом могли призвести до травмування і розривів шкіри та м'язів як у середніх за розмірами тероподів, так і у великих. На плечах тварини знаходилася додаткова пара довгих шипів, що стирчали врізнобіч.

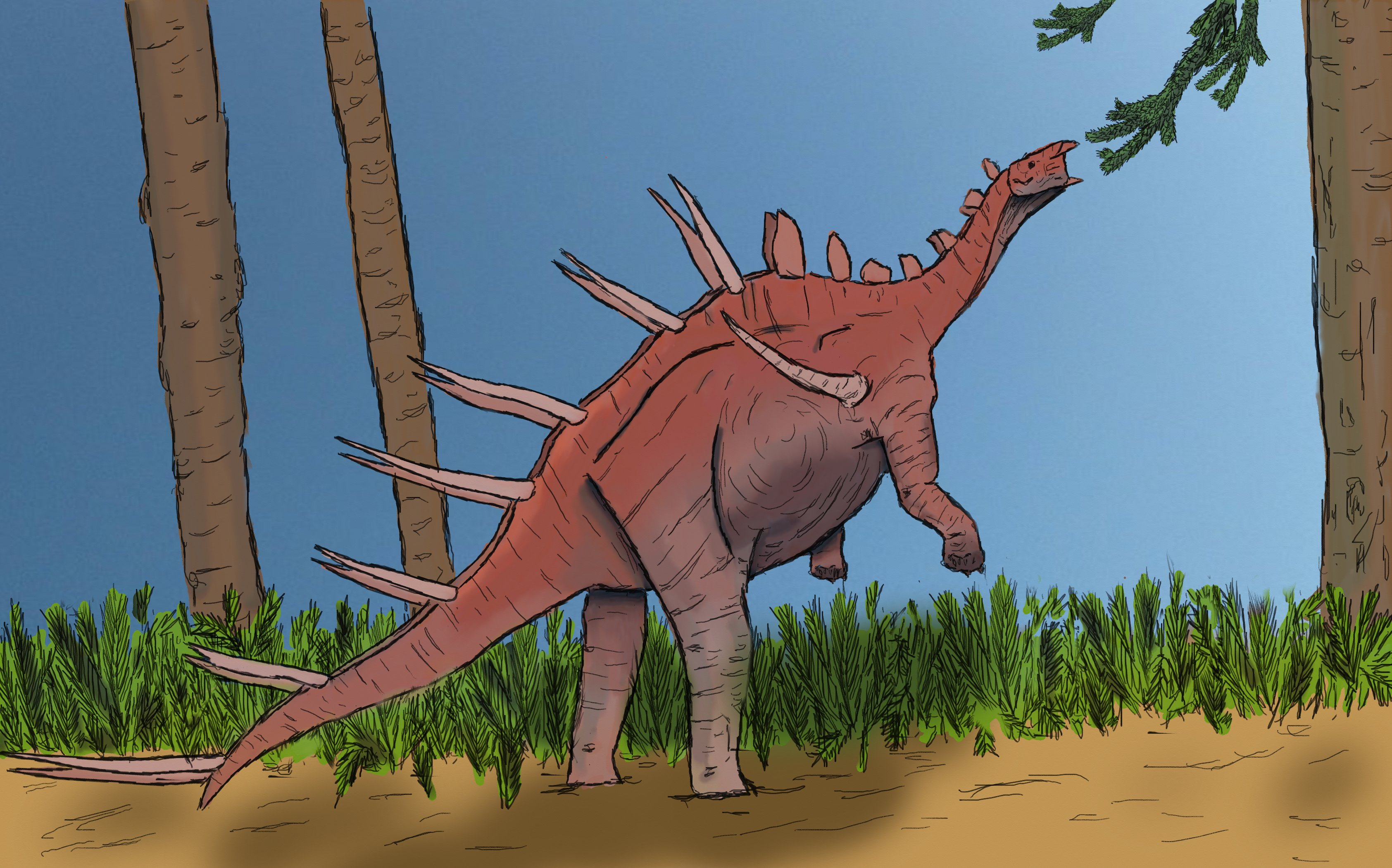
Відтворення способу живлення кентрозавра

Кентрозавр був травоїдною твариною. Щелепи кентрозавра погано пристосовані для жування, ймовірно тварини заковтували їжу великими порціями, не пережовуючи її. Можливо, функцію подрібнення їжі брали на себе гастроліти — камені, які деякі рептилії та динозаври заковтують для цієї мети. Однак, у випадку з кентрозавром, гастроліти знайдені не були.
Кентрозаврам був притаманний статевий диморфізм, який проявлявся не різницею у зрості, а зміною пропорцій тіла у розмірах стегнових кісток. Рештки кентрозаврів демонструють більшу частку самиць, тож припускають, що переважання жіночих особин призводило до гаремності кентрозаврів. Також проведені дослідження припускають наявність зайвої пари ребер у самиць.

## Філогенія
Рід включає тільки один вид Kentrosaurus aethiopicus, який було виявлено у пізньоюрській геологічній світі Тендагуру. Знайдені в 1914 році Чарльзом Гілмором у Вайомінзі фрагменти динозавра Stegosaurus longispinus було запропоновано вважати північноамериканським родом кентрозаврів. Але надалі це гіпотеза не знайшла підтримки у більшості фахівців.
Кладограма створена на основі досліджень О. Матеуса зі співавт. (2009):
|  | Dacentrurus |
|  |             |
|  | Miragaia    |
|  |             |

|  | Stegosaurus                                                    |
|  |                                                                |
|  | \| \| Wuerhosaurus \| \| \| \| \| \| Hesperosaurus \| \| \| \| |
|  |                                                                |
|  | Wuerhosaurus                                                   |
|  |                                                                |
|  | Hesperosaurus                                                  |
|  |                                                                |

|  | Wuerhosaurus  |
|  |               |
|  | Hesperosaurus |
|  |               |

|  | Dacentrurus |
|  |             |
|  | Miragaia    |
|  |             |

|  | Stegosaurus                                                    |
|  |                                                                |
|  | \| \| Wuerhosaurus \| \| \| \| \| \| Hesperosaurus \| \| \| \| |
|  |                                                                |
|  | Wuerhosaurus                                                   |
|  |                                                                |
|  | Hesperosaurus                                                  |
|  |                                                                |

|  | Wuerhosaurus  |
|  |               |
|  | Hesperosaurus |
|  |               |

|  | Dacentrurus |
|  |             |
|  | Miragaia    |
|  |             |

|  | Stegosaurus                                                    |
|  |                                                                |
|  | \| \| Wuerhosaurus \| \| \| \| \| \| Hesperosaurus \| \| \| \| |
|  |                                                                |
|  | Wuerhosaurus                                                   |
|  |                                                                |
|  | Hesperosaurus                                                  |
|  |                                                                |

|  | Wuerhosaurus  |
|  |               |
|  | Hesperosaurus |
|  |               |

|  | Dacentrurus |
|  |             |
|  | Miragaia    |
|  |             |

|  | Stegosaurus                                                    |
|  |                                                                |
|  | \| \| Wuerhosaurus \| \| \| \| \| \| Hesperosaurus \| \| \| \| |
|  |                                                                |
|  | Wuerhosaurus                                                   |
|  |                                                                |
|  | Hesperosaurus                                                  |
|  |                                                                |

|  | Wuerhosaurus  |
|  |               |
|  | Hesperosaurus |
|  |               |

|  | Dacentrurus |
|  |             |
|  | Miragaia    |
|  |             |

|  | Stegosaurus                                                    |
|  |                                                                |
|  | \| \| Wuerhosaurus \| \| \| \| \| \| Hesperosaurus \| \| \| \| |
|  |                                                                |
|  | Wuerhosaurus                                                   |
|  |                                                                |
|  | Hesperosaurus                                                  |
|  |                                                                |

|  | Wuerhosaurus  |
|  |               |
|  | Hesperosaurus |
|  |               |

|  | Dacentrurus |
|  |             |
|  | Miragaia    |
|  |             |

|  | Stegosaurus                                                    |
|  |                                                                |
|  | \| \| Wuerhosaurus \| \| \| \| \| \| Hesperosaurus \| \| \| \| |
|  |                                                                |
|  | Wuerhosaurus                                                   |
|  |                                                                |
|  | Hesperosaurus                                                  |
|  |                                                                |

|  | Wuerhosaurus  |
|  |               |
|  | Hesperosaurus |
|  |               |

|  | Dacentrurus |
|  |             |
|  | Miragaia    |
|  |             |

|  | Stegosaurus                                                    |
|  |                                                                |
|  | \| \| Wuerhosaurus \| \| \| \| \| \| Hesperosaurus \| \| \| \| |
|  |                                                                |
|  | Wuerhosaurus                                                   |
|  |                                                                |
|  | Hesperosaurus                                                  |
|  |                                                                |

|  | Wuerhosaurus  |
|  |               |
|  | Hesperosaurus |
|  |               |

|  | Dacentrurus |
|  |             |
|  | Miragaia    |
|  |             |

|  | Stegosaurus                                                    |
|  |                                                                |
|  | \| \| Wuerhosaurus \| \| \| \| \| \| Hesperosaurus \| \| \| \| |
|  |                                                                |
|  | Wuerhosaurus                                                   |
|  |                                                                |
|  | Hesperosaurus                                                  |
|  |                                                                |

|  | Wuerhosaurus  |
|  |               |
|  | Hesperosaurus |
|  |               |

## Палеоекологія
Мешкав кентрозавр на території сучасної Танзанії, де перебував на саванноподібних територіях та прибережних місцях, які оточували неглибокі лагуни, солоні ставки, озера. На час існування кентрозавру клімат був наближений до субтропічного, хоча були й періоди посухи.